# António Bagão Félix
António José de Castro Bagão Felix (ur. 9 kwietnia 1948 w Ílhavo) – portugalski ekonomista, polityk, menedżer i nauczyciel akademicki, parlamentarzysta, w latach 2002–2005 minister.

## Życiorys
Absolwent finansów w instytucie ISCEF na Universidade Técnica de Lisboa (1970), w 1995 ukończył zarządzanie w szkole biznesowej INSEAD. Pracował jako nauczyciel akademicki na różnych uczelniach. Zawodowo związany również z sektorem ubezpieczeniowym i bankowym, od 1973 na stanowiskach menedżerskich i dyrektorskich, będąc m.in. dyrektorem w Banco de Comércio e Indústria (1985–1987).
W międzyczasie działał również politycznie. Z rekomendacji Centrum Demokratycznego i Społecznego w latach 1980–1983 był sekretarzem stanu do spraw ochrony socjalnej w trzech gabinetach. Od 1983 do 1985 sprawował mandat posła do Zgromadzenia Republiki III kadencji z okręgu Aveiro. W latach 1986–1991 był członkiem CDS. Od 1987 do 1991 pełnił funkcję sekretarza stanu do spraw zatrudnienia i szkoleń zawodowych.
Pracował następnie w banku centralnym jako dyrektor (1992–1993) oraz zastępca prezesa (1993–1994) Banco de Portugal. W 1994 został dyrektorem generalnym Banco Comercial Português, obejmując też kierownicze funkcje w różnych instytucjach ubezpieczeniowych. W 1999 został członkiem rady społecznej i ekonomicznej Centrum Demokratycznego i Społecznego – Partii Ludowej, a w 2001 z rekomendacji tego ugrupowania wszedł w skład lizbońskiego samorządu.
Od kwietnia 2002 do lipca 2004 był ministrem ochrony socjalnej i pracy w rządzie José Manuela Durão Barroso. Następnie do marca 2005 sprawował urząd ministra finansów i administracji publicznej w gabinecie Pedra Santany Lopesa. W 2011 został powołany w skład Rady Państwa, organu doradczego przy prezydencie.
W 2005 został profesorem na Universidade Lusíada de Lisboa, od 2006 związany również z Portugalskim Uniwersytetem Katolickim. Autor publikacji książkowych: Política de Segurança Social (1983), Emprego e Formação (1991), Do lado de cá ao deus-dará (2002) i O cacto e a rosa (2008). Publicysta m.in. dziennika „Público”.

## Odznaczenia
- Krzyż Wielki Orderu Infanta Henryka (Portugalia, 2016)[8]